# Séchilienne
Séchilienne és un municipi francès situat al departament de la Isèra i a la regió d'Alvèrnia-Roine-Alps. L'any 2007 tenia 870 habitants.

## Demografia

### Població
El 2007 la població de fet de Séchilienne era de 870 persones. Hi havia 326 famílies de les quals 76 eren unipersonals (32 homes vivint sols i 44 dones vivint soles), 101 parelles sense fills, 133 parelles amb fills i 16 famílies monoparentals amb fills.
La població ha evolucionat segons el següent gràfic:
Habitants censats

### Habitatges
El 2007 hi havia 456 habitatges, 339 eren l'habitatge principal de la família, 81 eren segones residències i 36 estaven desocupats. 436 eren cases i 19 eren apartaments. Dels 339 habitatges principals, 286 estaven ocupats pels seus propietaris, 39 estaven llogats i ocupats pels llogaters i 13 estaven cedits a títol gratuït; 1 tenia una cambra, 18 en tenien dues, 50 en tenien tres, 117 en tenien quatre i 152 en tenien cinc o més. 248 habitatges disposaven pel capbaix d'una plaça de pàrquing. A 110 habitatges hi havia un automòbil i a 194 n'hi havia dos o més.

### Piràmide de població
La piràmide de població per edats i sexe el 2009 era:
| Homes | Edats   | Dones |
| ----- | ------- | ----- |
| 0     | 95 o +  | 0     |
| 0     | 90 a 94 | 4     |
| 0     | 85 a 89 | 12    |
| 12    | 80 a 84 | 4     |
| 4     | 75 a 79 | 20    |
| 16    | 70 a 74 | 12    |
| 12    | 65 a 69 | 24    |
| 12    | 60 a 64 | 16    |
| 20    | 55 a 59 | 20    |
| 24    | 50 a 54 | 20    |
| 32    | 45 a 49 | 32    |
| 20    | 40 a 44 | 20    |
| 56    | 35 a 39 | 12    |
| 40    | 30 a 34 | 52    |
| 24    | 25 a 29 | 12    |
| 28    | 20 a 24 | 32    |
| 8     | 15 a 19 | 24    |
| 0     | 10 a 14 | 12    |
| 20    | 5 a 9   | 28    |
| 32    | 0 a 4   | 40    |

## Economia
El 2007 la població en edat de treballar era de 569 persones, 407 eren actives i 162 eren inactives. De les 407 persones actives 377 estaven ocupades (206 homes i 171 dones) i 29 estaven aturades (14 homes i 15 dones). De les 162 persones inactives 57 estaven jubilades, 51 estaven estudiant i 54 estaven classificades com a «altres inactius».

### Ingressos
El 2009 a Séchilienne hi havia 346 unitats fiscals que integraven 911,5 persones, la mediana anual d'ingressos fiscals per persona era de 19.074 €.

### Activitats econòmiques
Dels 31 establiments que hi havia el 2007, 1 era d'una empresa extractiva, 2 d'empreses alimentàries, 3 d'empreses de fabricació d'altres productes industrials, 7 d'empreses de construcció, 3 d'empreses de comerç i reparació d'automòbils, 4 d'empreses de transport, 1 d'una empresa d'hostatgeria i restauració, 1 d'una empresa immobiliària, 3 d'empreses de serveis, 4 d'entitats de l'administració pública i 2 d'empreses classificades com a «altres activitats de serveis».
Dels 11 establiments de servei als particulars que hi havia el 2009, 1 era una oficina de correu, 1 taller de reparació d'automòbils i de material agrícola, 1 paleta, 1 guixaire pintor, 2 fusteries, 2 lampisteries, 1 electricista, 1 perruqueria i 1 restaurant.
Dels 3 establiments comercials que hi havia el 2009, 1 era una botiga de menys de 120 m² i 2 fleques.
L'any 2000 a Séchilienne hi havia 18 explotacions agrícoles.

## Equipaments sanitaris i escolars
El 2009 hi havia una escola elemental.

## Poblacions més properes
El següent diagrama mostra les poblacions més properes.